# Protocuspidariidae
De Protocuspidariidae is een familie van tweekleppigen uit de orde Anomalodesmata.

## Geslachten
- Multitentacula Krylova, 1995
- Protocuspidaria Allen & Morgan, 1981